# Schelte van Scheltinga
Schelte van Scheltinga ook wel Schelte van Tjaerda of Schelte van Scheltema (Huizum (mogelijk) - Leeuwarden, 1516 of 1517) was een Nederlands bestuurder.

## Biografie
Van Scheltinga was een zoon van Syds van Scheltinga en Syts van Oedtsma. De familie Van Scheltinga/Van Scheltema was afkomstig uit Huizum bij Leeuwarden. Ook Schelte woonde eerst in Huizum, maar woonde door zijn huwelijk met Kinsck van Tjaerda op de Tjaarda State te Rinsumageest. Zo is hij bij een verbond tussen Leeuwarden en Groningen afkomstig van Huizum, maar wordt hij in 1502 vermeld als "Schelta op der Geest". Naar zijn vrouw zou Van Scheltinga zich ook Tjaerda noemen.
Kinsck was eerder getrouwd met Syds van Botnia (†1492) die optrad als grietman van Dantumadeel. Schelte volgde Van Botnia op in dit ambt. In juli 1499 was Van Scheltinga als gecommitteerde van Oostergo aanwezig bij het verwelkomen van Albrecht van Saksen. Vervolgens werd hij op 25 juli 1499 door Albrecht benoemd tot lid van de Friese raad, de voorloper van het Hof van Friesland. In 1500/1501 komt Van Scheltinga eveneens voor als grietman van Achtkarspelen en Kollumerland. In 1511 bezat hij de meeste grond in Rinsumageest. In 1515 werd de Tjaarda State van de saksischgezinde Van Scheltinga door Gelderse troepen in brand gestoken. Van Scheltinga zelf zat toen in Leeuwarden waar hij in 1516 of 1517 overleed. Als grietman van Dantumadeel werd hij opgevolgd door zijn zoon Syds van Tjaerda.

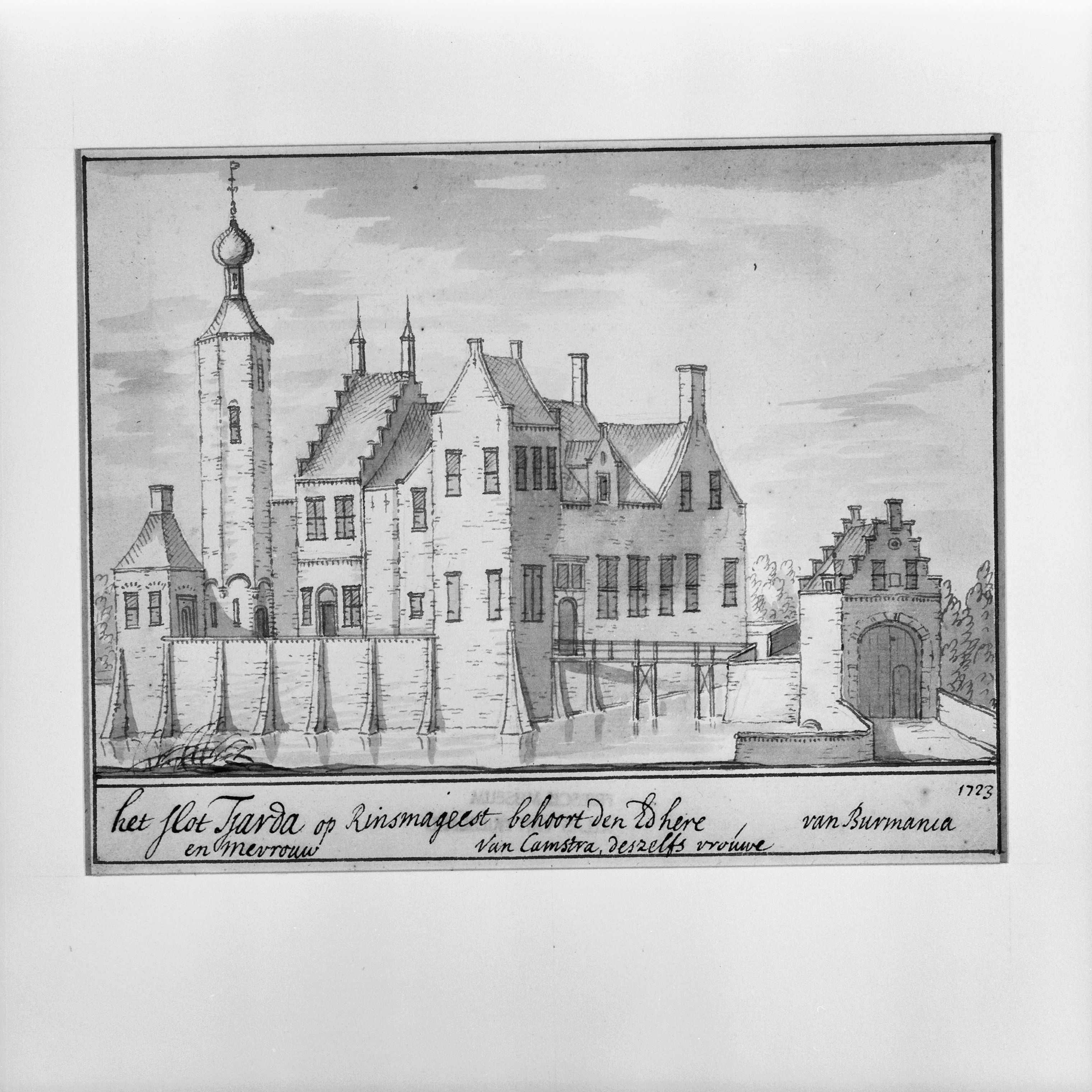
De Tjaarda State op een prent van Jacobus Stellingwerff uit 1723.

## Huwelijk en kinderen
Van Scheltinga trouwde met Kinsck van Tjaerda, dochter van Worp van Tjaerda en Jouck van Martena. Dit echtpaar kreeg een zoon:
- Syds van Tjaerda (†1545), trouwde met Anna Fliling en later met Moedt van Sythiema. Hij was grietman van Dantumadeel en olderman van Dokkum.